# Dalibor Mitrović
Pour les articles homonymes, voir Mitrović.
Dalibor Mitrović (en serbe cyrillique : Дaлибop Mитpoвић), né le 4 novembre 1977 à Prokuplje, est un joueur de football serbe qui évolue comme attaquant. En 2010-2011, il joue au club de Sông Lam Nghệ An dans le championnat vietnamien.

## Carrière
Dalibor Mitrović commence sa carrière professionnelle au Radnički Niš, où il est repéré par les recruteurs des champions de Belgique en titre, le FC Bruges, club qu'il rejoint en 1998. Il ne parvient pas à s'imposer, et est prêté à Westerlo pour la saison 2000-2001. Avec le club campinois, il remporte la Coupe de Belgique, le premier (et seul en 2011) trophée de l'Histoire du club. Il est alors transféré à Saint-Trond, où il joue deux saisons.
En 2003, Dalibor Mitrović retourne en Serbie et signe au Rad Belgrade. Il est prêté dès la première saison à l'AC Ajaccio, club français avec lequel il obtient le maintien en Ligue 1. En 2006, le club descend en D2, et Mitrović rejoint le club roumain d'Argeș Pitești, mais c'est un échec pour le joueur, qui ne parvient pas à s'adapter à la vie en Roumanie et ne joue que deux matches sur la saison. Il revient au Rad Belgrade pour trois saisons, et en 2010, il part pour le championnat du Viet Nam et le club de Sông Lam Nghệ An.

## Palmarès
- 1 fois vainqueur de la Coupe de Belgique en 2001 avec Westerlo.